# 城市集聚区
城市集聚区（英語：urban agglomeration），或称为城市密集区、城市集聚体、都市聚集区等，是指由市域（city proper）或中心市（central city）及其周围毗邻的已建区域组成的城市地域概念。联合国统计司将定义为“由市域与其城郊边缘地带或紧邻的外部地区组成”。
一个大的城市集聚区也可能包括几个城市及其边缘地区，如华盛顿特区包括巴尔的摩、纽约包括纽瓦克、东京包括横滨与川崎等。
城市集聚区、市域（city proper）与都会区（metropolitan area）同为定义城市地域的三大概念。城市集聚区与都会区的区别在于都会区主要着重于城市功能分析、并兼顾行政区划边界的完整性，而城市集聚区的概念则是着眼于城市形态，并不考虑行政边界。如根据2011年统计数据，加拿大多伦多的市域人口为约260万，其城市集聚区人口几乎翻倍、约为510万，而多伦多都会区的人口则为560万。城市人口增长率也因定义的不同而有区别，例如2006年至2011年间多伦多市域人口增长率为每年0.9%，城市集聚区增长率为每年1.5%，都会区增长率则为每年1.8%。
中国大陆常用的“城市群”概念英文同样也翻译为，但其含义通常是指某一区域有内关联性和网络性的城市的总称，与城市集聚区的概念并不相同。